# 코요테 어글리
《코요테 어글리》(영어: Coyote Ugly)는 2000년 공개된 미국의 코미디 드라마 영화이다. 데이비드 맥낼리가 감독하고 제리 브룩하이머와 채드 오만이 제작했으며 지나 웬드코스가 각본을 썼다. 영화는 실제 뉴욕 코요테 어글리(Coyote Ugly Saloon)를 무대로 가수가 되고 싶지만 무대 공포증이 있는 주인공이 한 클럽에 취직하면서 친구들을 만나고, 꿈을 이뤄가는 과정을 그리고 있다. 파이퍼 페러보, 애덤 가르시아 등이 출연하였다.

## 줄거리
21살의 바이얼릿(파이퍼 페러보 분)은 '코요테 어글리'라는 이름의 바를 발견한다. 싸움에 휘말린 취객을 노련하게 다루는 바이얼릿의 솜씨에 감탄한 주인 릴은 바이얼릿에게 바텐더 일자리를 맡긴다. 싱어송라이터의 꿈을 떨치지 못하는 바이얼릿은 자신이 만든 노래를 발표할 수 있는 기회를 찾아 나선다.

## 출연
- 파이퍼 페러보 - 바이얼릿 샌퍼드 역
- 애덤 가르시아 - 케빈 오도널 역
- 마리아 벨로 - 릴 러벌 역
- 멜러니 린스키 - 글로리아 역

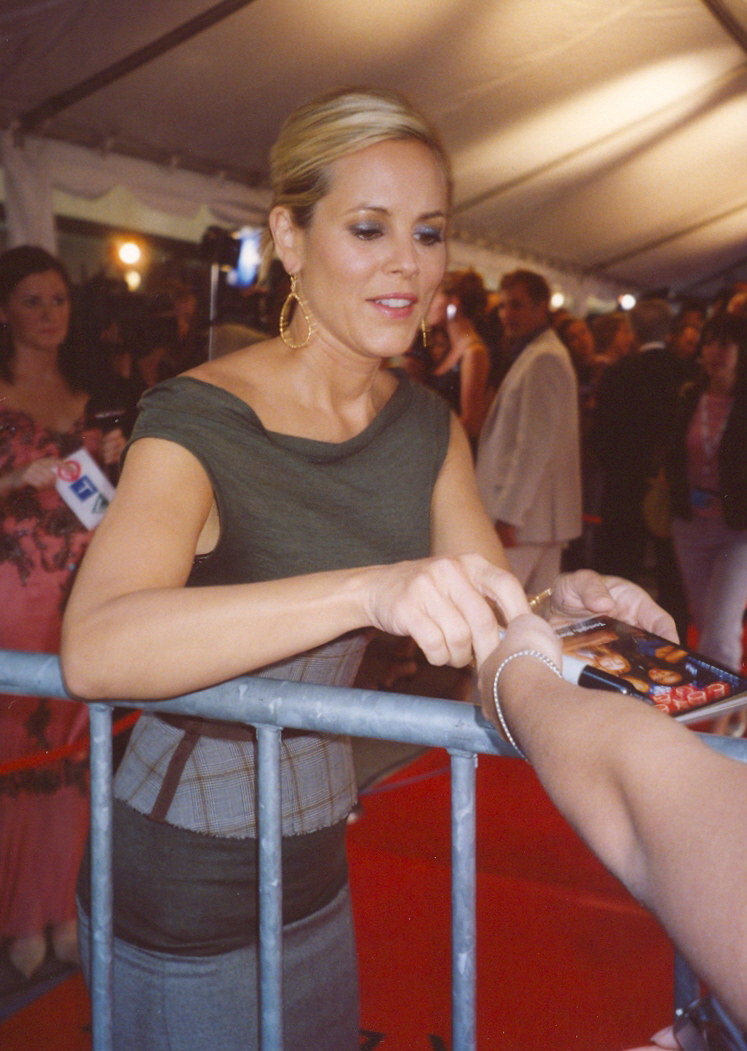
영화 DVD에 사인을 하려는 마리아 벨로(릴 역)

- 존 굿맨 - 윌리엄 제임스 "빌" 샌퍼드 역
- 이자벨라 미코 - 캐미 역
- 타이라 뱅크스 - 조이 역
- 브리짓 모이너핸 - 레이철 역
- 마이클 웨스턴 - 대니 역
- 리앤 라임스 - 본인 역
- 존 퓨걸생 - 리치 역
- 버드 코트 - 로메로 역
- 마이클 베이 - 사진 작가 역
- 멜로디 퍼킨스 - 새로운 코요테 역
- 조니 녹스빌 - 남학생 역
- 수전 예이글리
- 케이틀린 올슨
- 앨릭스 보스틴

## 제작

### 대본
크레디트에는 이름이 오르지 않았으나 대본 수정 작업을 한 케빈 스미스에 따르면, 총 8명의 작가가 대본 작성에 참여했지만 미국 작가 조합은 대본 초안을 쓴 지나 웬드코스에게만 크레디트를 줬으며 초고와 최종본 사이에는 유사점이 거의 없다고 한다.

### 섭외
제작자들이 대중에게 알려지지 않은 배우를 출연시키기로 결정하기 전인 영화 제작 초기 단계에 제시카 심프슨에게 주인공 바이얼릿 샌퍼드 역 제안이 갔지만 심프슨은 이를 거절하였다.

### 촬영
뉴욕 맨해튼, 그리고 사우스앰보이와 시브라이트를 포함한 뉴저지의 작은 마을들에서 한 달 동안 주요 촬영이 이루어졌다. 이후 촬영지는 캘리포니아주로 옮겨졌으며, 로스앤젤레스, 웨스트할리우드, 패서디나, 샌피드로에서 촬영이 진행되었다.

### 제목
이 영화는 이스트빌리지에서 바텐더로 일했던 엘리자베스 길버트가 〈GQ〉에 기고한 "코요테 어글리 살롱의 뮤즈"(Muse of the Coyote Ugly Saloon)라는 기사를 기반으로 한다. 1993년에 문을 연 이 바는 로어이스트사이드 힙스터들에게 인기였다.

## 개봉

### 박스 오피스
코요테 어글리는 첫 주말에 북미 박스 오피스에서 1,731만 9,282 달러를 벌어 4위에 올랐다. 북미에서 총액 60,786,269 달러, 전 세계에서 53,130,205 달러로 총 1억 1391만 달러를 벌어 들이며 흥행에 성공했다.

## 사운드트랙
이 영화의 사운드트랙에는 다이앤 워런이 작곡하고 리앤 라임스가 부른 바이얼릿의 노래 4곡이 포함되어 있다. 2000년 8월 1일에 공개된 지 12개월 만에 골드 등급을 받았으며 2000년 11월 7일 플래티늄 등급을 받았다. 사운드트랙은 2001년 4월 18일 2x 플래티넘으로, 2002년 1월 9일에는 3x 플래티넘으로 인증되었다. 2008년 7월 22일에 4x 플래티넘으로 인증 받았으며, 캐나다에서 5x 플래티넘(50만 장), 2002년에 일본에서 골드(10만 장) 인증을 받았다.
사운드트랙 가운데 3개의 싱글이 발매되었으며, 리앤 라임스의 "Can not Fight the Moonlight", "The Right Kind of Wrong"와 "But I Do Love You"는 라디오 차트에서 거의 즉각적인 인기를 얻었고, 빌보드 핫 100에서 최고 순위 11위를 기록했다.
2003년 1월 28일 라임스의 노래 2곡의 리믹스를 수록하고 영화에 등장한 곡을 더 많이 포함한 두 번째 사운드트랙 'More Music from Coyote Ugly'가 발매되었다.
차트 성적
| 차트 (2000/01)                   | 최고 순위 |
| -------------------------------- | --------- |
| 오스트레일리아 앨범 차트         | 1         |
| 오스트리아 앨범 차트             | 2         |
| 벨기에 (Flanders) 앨범 차트      | 7         |
| 벨기에 (Wallonia) 앨범 차트      | 43        |
| 캐나다 RPM 컨트리 앨범 차트      | 1         |
| 캐나다 앨범 차트                 | 4         |
| 덴마크 앨범 차트                 | 6         |
| 네덜란드 앨범 차트               | 60        |
| 핀란드 앨범 차트                 | 9         |
| 프랑스 앨범 차트                 | 117       |
| 노르웨이 앨범 차트               | 3         |
| 스페인 앨범 차트                 | 47        |
| 스웨덴 앨범 차트                 | 29        |
| 스위스 앨범 차트                 | 9         |
| 미국 빌보드 200                  | 9         |
| 미국 빌보드 Top 컨트리 앨범 차트 | 1         |
| 미국 빌보드 사운트트랙 앨범 차트 | 3         |